# Autopista AP-7
L'autopista AP-7, chiamata anche autopista del Mediterráneo, è un'autostrada della Spagna che percorre tutta la costa mediterranea dalla frontiera con la Francia a La Jonquera fino a Guadiaro alla fine della Costa del Sol. La AP-7 corrisponde al percorso spagnolo della strada europea E15 ed è in parte soggetta al pagamento di un pedaggio. Il primo tratto dell'autostrada fu inaugurato nel 1969 nel tratto tra Barcellona e Granollers.
L'AP-7 è attualmente divisa in due tronchi: il primo va dal confine francese a Vera, nella provincia di Almería, mentre il secondo unisce la città di Málaga alla località di Guadiaro, frazione del comune di San Roque, dove l'autostrada confluisce nell'autovía A-7. Il tratto intermedio che va da Vera a Málaga è servito unicamente dall'autovía A-7.
Nella gestione dell'autostrada si avvicendano varie società: SEITT (azienda statale) per la tangenziale di Alicante ed Elche, AUSUR per il tratto Crevillent-Cartagena, SEITT da Cartagena a Vera; infine AUSOL per il secondo tronco Málaga-Guadiaro.

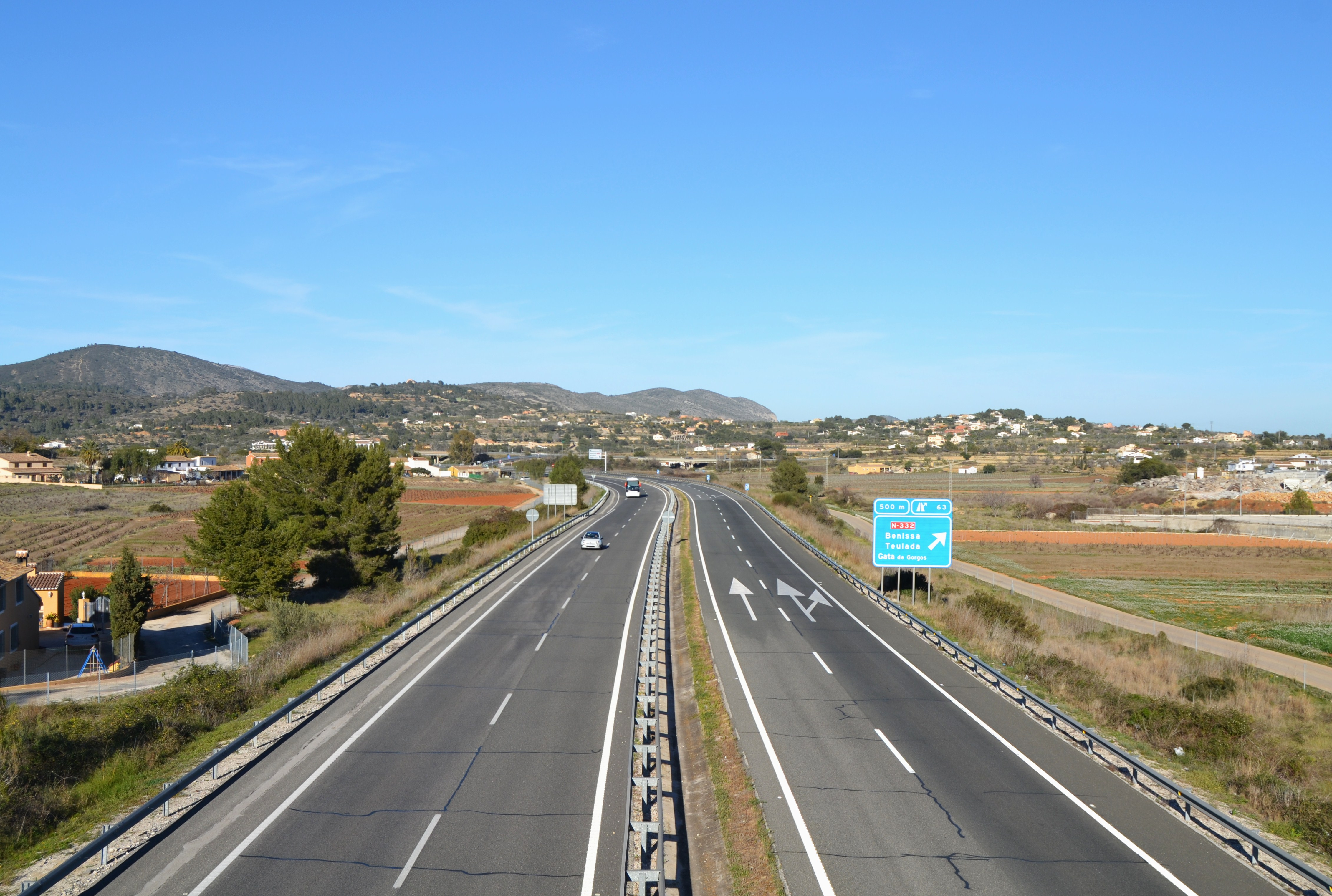
L'AP-7 nei pressi di Senija (Alicante)

## Percorso
L'AP-7 nasce presso il confine francese come continuazione dell'autoroute A9. Passa per Gerona (km 60), Barcellona (km 136), Tarragona (km 246), Castellón (km 424), Valencia (km 479), Alicante (km 676), Cartagena (km 800), Vera (km 911), Málaga / Torremolinos e Guadiaro.
Lungo il percorso l'AP-7 incrocia le seguenti autostrade:
- Autovía A-2 a Barcellona;
- Autopista AP-2 nei pressi di Tarragona;
- Autovía A-23 a Sagunto;
- Autovía A-3 a Valencia;
- Autovía A-30 a Cartagena.

## Pedaggio
Fino al 31 dicembre 2019 il pedaggio per l'intero percorso era di 101,50 € per la categoria di veicoli "Ligeros" (autovetture, moto e veicoli con massa complessiva a pieno carico non superiore alle 3,5 t). Tuttavia dal 1º gennaio 2020 il tratto tra Tarragona e Alicante (450 km circa soggetti a pedaggio) è passato in gestione allo Stato spagnolo ed è divenuto gratuito , mentre lo stesso è accaduto il 1 settembre 2021 per il tratto La Jonquera - Tarragona.